# Don Buchla
Donald Buchla, meglio noto come Don Buchla (South Gate, 17 aprile 1937 – Berkeley, 14 settembre 2016), è stato un inventore statunitense, pioniere nel campo della sintesi del suono.
Buchla aumentò la notorietà della cosiddetta "sintesi West Coast", in cui l'onda originale viene modulata da diversi fattori e alterata tramite modulazione di frequenza, e fu, assieme a Robert Moog fra i primi a costruire un sintetizzatore modulare controllato in tensione.

## Biografia

### Formazione
Buchla nacque il 17 aprile 1937 nella città californiana di South Gate, e crebbe in California e nel New Jersey. Studiò fisica, fisiologia e musica presso l'Università della California di Berkeley per poi laurearsi nel 1959.

### Anni sessanta
Sempre a Berkeley, Buchla fondò, nel 1962, la sua società di apparecchiature elettroniche Buchla and Associates. I due compositori Morton Subotnick e Ramon Sender del San Francisco Tape Music Center commissionarono a Buchla un apparecchio elettronico da usare durante le performance dal vivo. In seguito, il Tape Music Center ottenne un finanziamento da parte della Fondazione Rockefeller, e Buchla utilizzò 500 di quei dollari per lavorare al "Buchla 100 Series Modular Music System" (oggi meglio conosciuto come "Series 100"), che fu ideato nel 1965 e lanciato sul mercato l'anno seguente. I sintetizzatori di Buchla presentavano innovative interfacce di controllo, fra cui delle superfici sensibili al tatto simili agli odierni touchpad. Nel 1969 la Serie 100 fu brevemente acquistata dalla CBS Musical Instruments, che però decise ben presto di rinunciare al commercio dei sintetizzatori in quanto li riteneva poco redditizi.

### Anni settanta
Nel 1970, uscì la serie di sintetizzatori Buchla 200 Electric Music Box. Durante l'anno seguente, l'inventore californiano lanciò i modelli della Buchla Series 500, i primi sintetizzatori analogici a controllo digitali.
Poco dopo venne inaugurata la Buchla Series 300, i cui modelli sfruttavano i meccanismi della Series 200 adottando però dei microprocessori. Nel 1972 venne anche ideato il Music Easel, un piccolo sintetizzatore analogico portatile. Il Buchla 400, che era dotato di display video, risale invece al 1982. Nel 1987, Buchla creò il Buchla 700, un modello totalmente compatibile con il protocollo MIDI.

### Anni duemila

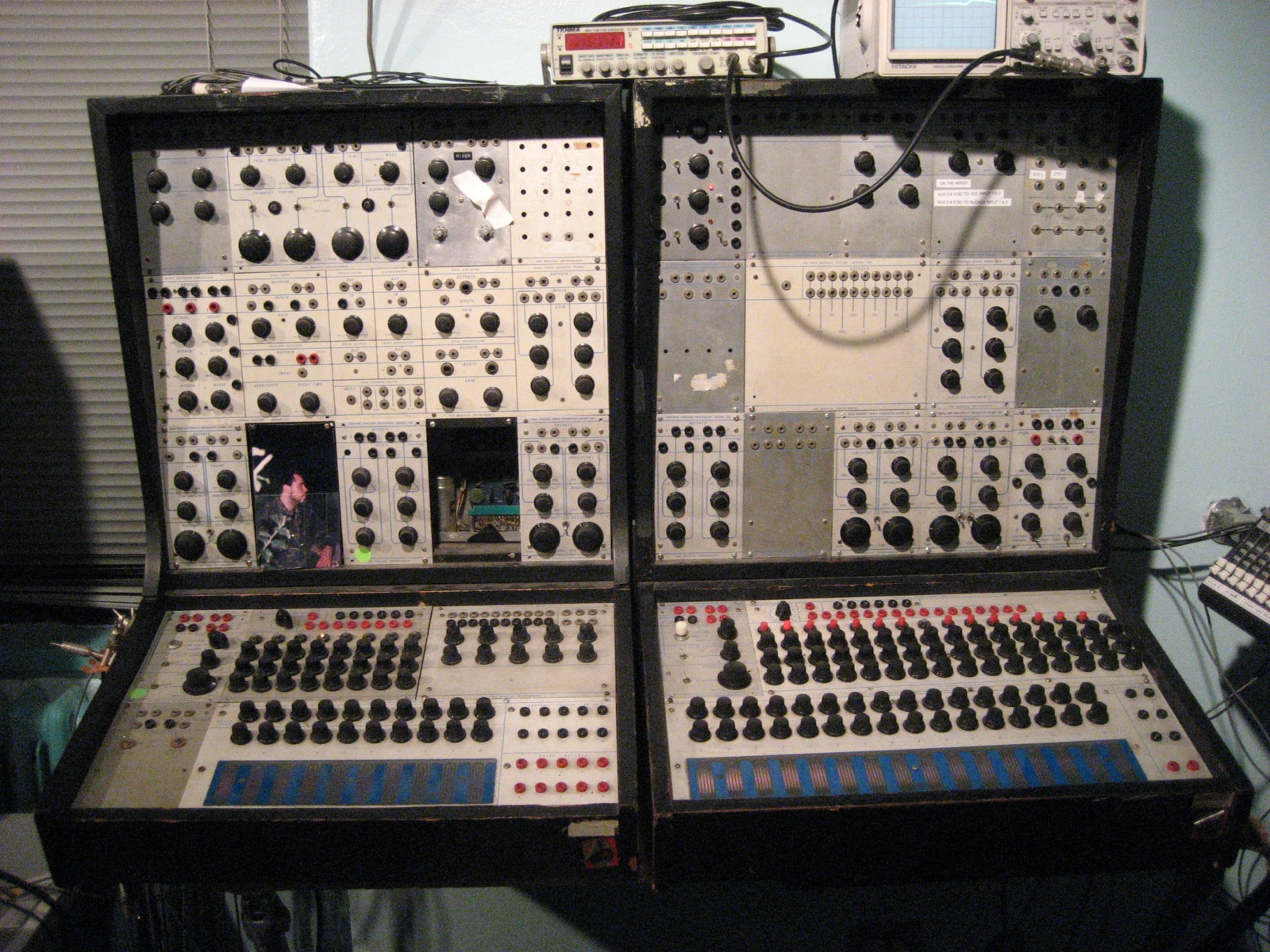
Buchla Series 100 (1963/1966–1969)

Nel 2012, a causa di problemi di salute, Buchla vendette la Buchla & Associates all'australiana Audio Supermarket Pty. Nel 2015, Buchla accusò l'azienda di aver violato gli accordi di acquisto cedendogli  soltanto 110.000 dollari dei 440.000 che gli erano stati promessi, e chiese alla compagnia un risarcimento di 500.000 dollari.

### Morte
Buchla morì a Berkeley il 14 settembre 2016, all'età di 79 anni, per complicazioni dovute a un cancro. Gli sopravvissero la moglie, i figli Jeannine Serbanich, Erin Buchla ed Ezra Buchla, che è un musicista, e due nipoti.